# A4-es autópálya (Franciaország)
Az A4-es autópálya (franciául: Autoroute A4, beceneve: Autoroute de l'Est) egy 481 km hosszúságú autópálya Franciaországban Párizs és Strasbourg között, amely érinti Párizst, Val-de-Marne, Seine-Saint-Denis, Seine-et-Marne, Aisne, Marne, Meuse, Meurthe-et-Moselle, Moselle és Bas-Rhin megyéket. Építését 1970-ban kezdték.
Fenntartója a DIR Île-de-France, Société des Autoroutes du Nord et de l'Est de la France és a DIR Est.

## Csomópontok
Az A4-es autópálya az alábbi autópályákkal áll kapcsolatban (zárójelben a közigazgatási egység):
- boulevard périphérique de Paris (Párizs)
- A86-os autópálya (Saint-Maurice, Maisons-Alfort)
- A86-os autópálya (Champigny-sur-Marne)
- A104-es autópálya (Collégien)
- A140-es autópálya (Quincy-Voisins)
- A344-es autópálya (Thillois)
- A26-os autópálya (Ormes)
- A34-es autópálya (Taissy)
- A26-os autópálya (Les Grandes-Loges)
- A31-es autópálya (Hauconcourt)
- A315-ös autópálya (Mey)
- A314-es autópálya (Noisseville)
- A320-as autópálya (Freyming-Merlebach)
- A340-es autópálya (Bernolsheim)
- A35-ös autópálya (Vendenheim)
- A35-ös autópálya (Strasbourg)